# Пульсар в Парусах
Пульсар в Парусах (англ. Vela Pulsar, PSR J0835-4510, PSR B0833-45) — это пульсар, излучающий в оптическом, рентгеновском, гамма- и радиодиапазонах электромагнитного излучения, ассоциированный с остатком сверхновой в Парусах.

## Характеристики
Совершает 11,195 оборота в секунду (имеет период обращения 89,33 миллисекунды — наименьший из известных на момент открытия). Обладает третьим по яркости оптическим компонентом среди известных пульсаров (V = 23,6m), совершающим два импульса в течение каждого радиоимпульса. Пульсар в Парусах является наиболее ярким объектом неба при наблюдении в гамма-диапазоне спектра.

## Наблюдения
Взаимосвязь пульсара с остатком сверхновой в Парусах, установленная астрономами университета Сиднея в 1968 году, стала прямым наблюдательным доказательством того, что нейтронные звезды образуются при вспышках сверхновых звёзд.
Исследования, проведённые Э. Келлогом (англ. E. Kellogg) и коллегами в 1970—1971 гг. с использованием данных спутника Uhuru, показали, что пульсар в Парусах и источник Vela X являются различными объектами, но пространственно связанными. Термин Vela X применялся ко всему остатку сверхновой в целом. K.W. Weiler и N. Panagia в 1980 году установили, что Vela X является плерионом, находящимся внутри более слабого остатка сверхновой и снабжаемым энергией от пульсара.
12 мая 2015 года в Алис-Спрингс, Австралия, был запущен исследовательский шар-зонд, оснащённый оборудованием для измерения гамма-излучения пульсара; данный проект является совместным для Нагойского университета и Университета Кобе. Полёт должен был завершиться после заката в Лонгриче (англ. Longreach) в Квинсленде.
Часто пульсар в Парусах называют Vela X, однако последний следует отделять от пульсара в Парусах и туманности Vela X. Радиообзор участков неба в созвездиях Парусов и Кормы, проведённый на телескопе Mills Cross в 1956—1957 гг., выявил три мощных радиоисточника: Vela X, Vela Y, Vela Z. Данные источники расположены близко к остатку сверхновой Корма A, также являющемуся сильным источником рентгеновского и радиоизлучения.
Ни пульсар, ни окружающую его туманность не следует путать с объектом Паруса X-1, являющимся массивной рентгеновской двойной звездой, расположенной вблизи пульсара на небесной сфере, но физически не связанной с ним.

## В музыке
Излучение пульсара в Парусах и пульсара PSR B0329+54 было преобразовано в звук французским композитором Жераром Гризе и использовано в Le noir de l'étoile (1989-90).
Также этот пульсар упоминался в альбоме Goodbye, Sol британско-канадского эмбиент-дуэта NǽnøĉÿbbŒrğ VbëřřĦōlökäävsŦ в треке Incoming Starquake From The Vela Pulsar (959 ly).

## Галерея

Пульсация в гамма-диапазоне
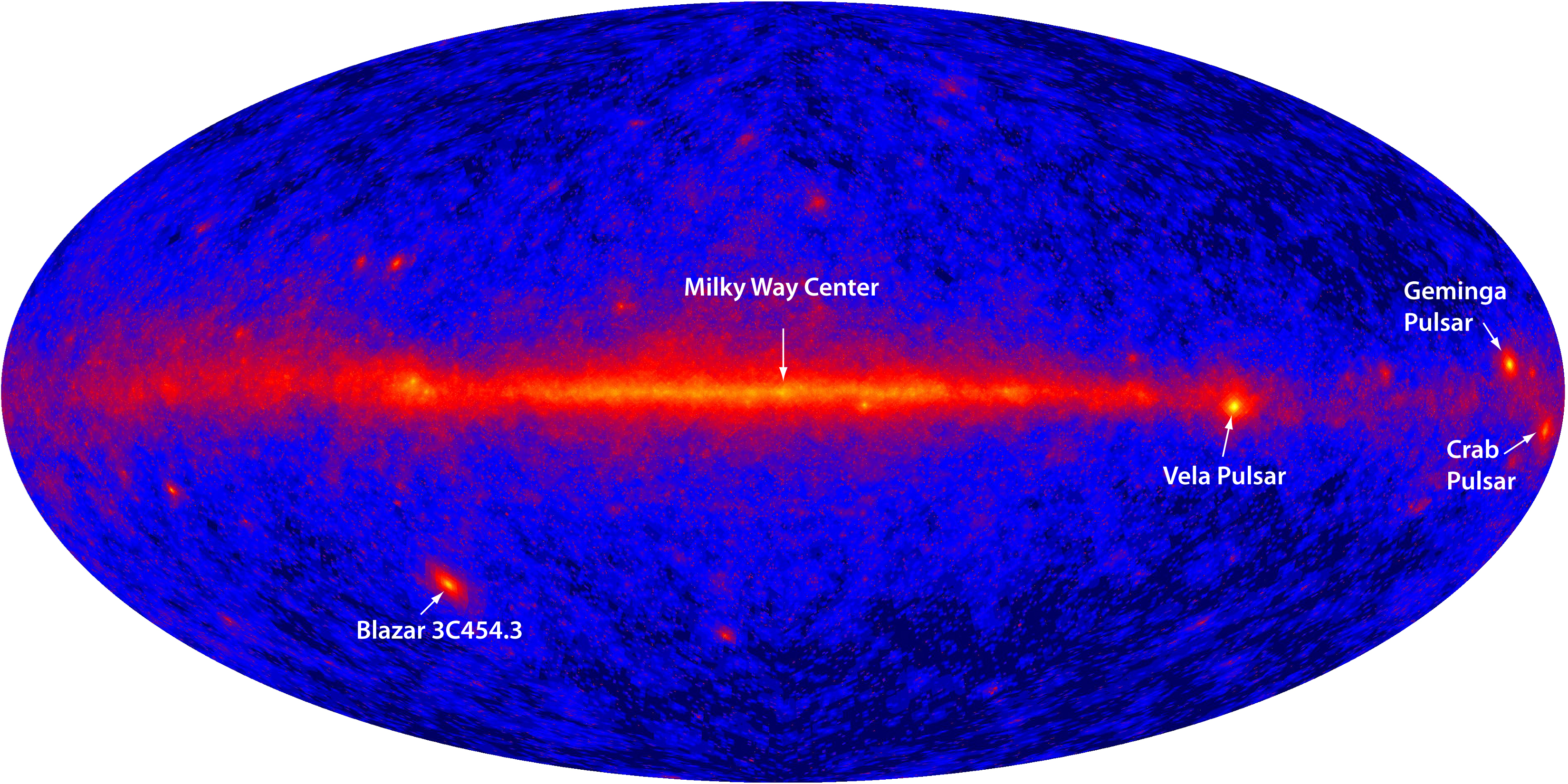
Расположение пульсара в галактике Млечный Путь
- Джет пульсара